# Major League Wrestling
Major League Wrestling (MLW) é uma promoção de wrestling profissional estadunidense, com diferentes sedes. Na MLW, ocorriam muitas formas diferentes de combate, o que chamamos de hybrid wrestling. Fundada em 2002, por Court Bauer. A MLW produziu 34 shows televisivos durante a sua história, denominados Underground TV, dentro de 7 de Abril de 2003 e 14 de Fevereiro de 2004. A MLW voltou a promover eventos em julho de 2017 e retomou a programação semanal de shows televsivos com a estreia do MLW Fusion em abril de 2018.

## Campeonatos e conquistas

### Atuais campeões
| Campeonato                                   | Atuais campeões                                           | Reinado | Data da vitória        | Dias | Localização                | Notas                                                            |
| -------------------------------------------- | --------------------------------------------------------- | ------- | ---------------------- | ---- | -------------------------- | ---------------------------------------------------------------- |
| MLW World Hevayweight Championship           | Satoshi Kojima                                            | 2       | 3 de fevereiro de 2024 | 445+ | Philadelphia, Pennsylvania | Derrotou Alex Kane no SuperFight.                                |
| MLW National Openweight Championship         | Rickey Shane Page                                         | 1       | 3 de setembro de 2023  | 597+ | Philadelphia, Pennsylvania | Derrotou Jacob Fatu no Fury Road.                                |
| MLW Middleweight Championship                | Rocky Romero                                              | 1       | 14 de outubro de 2023  | 556+ | Philadelphia, Pennsylvania | Derrotou Akira no Slaughterhouse.                                |
| MLW World Women's Featherweight Championship | Janai Kai                                                 | 1       | 14 de outubro de 2023  | 556+ | Philadelphia, Pennsylvania | Derrotou Delmi Exo no Slaughterhouse.                            |
| MLW World Tag Team Championship              | The Second Gear Crew (Matthew Justice e 1 Called Manders) | 1       | 18 de novembro de 2023 | 521+ | Philadelphia, Pennsylvania | Derrotaram The Calling (Akira e Rickey Shane Page) no Fightland. |

### Campeonatos aposentados
| Campeonato                                | Último campeão | Notas |
| ----------------------------------------- | -------------- | --- |
| MLW World Junior Heavyweight Championship | Sonjay Dutt    | Dutt derrotou Christopher Daniels na final do torneio para se tornar o campeão inaugural (e único). Dutt não estava mais listado como campeão depois que a MLW parou de promover eventos; o titulo não voltou após o retorno da MLW. |